# المشرف على مصر العليا
المشرف على مصر العليا(صعيد مصر) كان لقباً و منصباً مصرياً قديماً مهماً أثناء الدولة القديمة و الوسطى. و يظهر اللقب لأول مرة في أوائل إلى أواسط الأسرة الخامسة ، و حامل اللقب الأول هو الوزير كاي ، الذي من المحتمل أنه عاش في عهدي الملكين نفر إر كارع كاكاي و ني أوسر رع ، و المنصب يتردد بقوة في السنوات التالية على هذا العهد. و قد كان لمعظم أصحاب هذا المنصب ألقاباً أخرى عالية المقام ، وكثير منهم وزراء . في عصر الأسرة الخامسة أصبحت الأقاليم المصرية ذات أهمية أكثر من ذي قبل ، فنصّبت الحكومة المركزية صاحب هذا المنصب كمسؤول عن الأقاليم الجنوبية . وكان حاملو اللقب الأوائل كلهم مسؤولين في القصر الملكي ، و في أوقات لاحقة حمل مسؤولون محليون نفس لقب و شغلوا المنصب.

## الهوامش
1. ↑  Juan Carlos Moreno García: The territorial Administration of the Kingdom, in: Juan Carlos Moreno Gracía (editor): Ancient Egyptian Administration, Leiden, Boston 2013, p. 118-119